# Otó V de Wittelsbach
|  | No s'ha de confondre amb Otó III de Wittelsbach o Otó V de Baviera (1261 - 1312). |

Otó V de Wittelsbach (1346 - 15 de novembre de 1379) fou duc de Baviera (com a Otó VII per ser el setè d'aquest nom al capdavant del Ducat, però també Otó V per ser el cinquè de la dinastia Wittelsbach); també fou marcgravi i elector de Brandenburg com Otó V. Otó era el quart fill de l'emperador Lluís IV i de la seva segona esposa, Margarida d'Avesnes, comtessa d'Hainaut, d'Holanda i Zelanda.
A la mort del seu pare el ducat de Baviera va passar al seu fill gran Lluís V (d'un primer matrimoni) amb altres feus pels altres cinc germans (Esteve II era germà i Lluís VI, Guillem I, Albert I i Otó V, germanastres); aquesta situació només va durar fins al 1349 quan Baviera es va repartir entre els dos germans grans, en Alta i Baixa Baviera, i cadascun va portar associat dos germanastres. Otó no tenia ni deu anys i, per tant, no va participar en els repartiment i va quedar associat junt amb el seu germà Lluís VI, al govern de l'Alta Baviera de Lluís V (que era també el marcgravi Lluís I de Brandenburg). El 1351 Lluís VI va rebre del seu germanastre Lluís V el marcgraviat de Brandenburg amb la condició de quedar com únic duc d'Alta Baviera. Lluís va acceptar i va esdevenir Lluís II de Brandenburg, amb el seu jove germà Otó V de Baviera com associat (Otó VII de Brandenburg). A causa d'una revolta Lluís i Otó no foren pas investits efectivament amb el marcgraviat fins al 1356.
Otó, encara menor d'edat, va créixer a les terres de la seva mare als Països Baixos sota la tutela del seu germà Lluís V. L'any 1360 Otó va arribar a l'edat i va anar a Brandenburg. Amb la mort de Lluís VI el 1365, Otó va esdevenir l'únic elector de Brandenburg (Brandenburg havia esdevingut principat electoral per la Butlla d'Or).
El 19 de març de 1366, Otó es va casar amb Catalina de Bohèmia (1342-1386), filla de l'emperador Carles IV i de la vídua de Rodolf IV, duc d'Àustria. Els dos ducs, Lluís VI (II) i Otó VII ja havien promès la successió de Brandenburg a Carles IV el 1364. Aquests acords van ser considerats una venjança per un conflicte amb el seu germà Esteve II, relatiu a la successió de l'Alta Baviera després de la mort de Meinard, fill de Lluís V.
Carles IV va envair Brandenburg el 1371, pretextant que Otó descuidés el govern, però va mantenir oficialment Otó. Dos anys més tard Otó va renunciar oficialment a canvi d'una compensació financera enorme i es va retirar a Baviera, conservant només el títol electoral; formalment el seu germà Esteve II el va associar al govern de Baviera-Landshut fins al 1375, però de fet fou només simbòlic. Otó va rebre de l'emperador, com a compensació, la terra bavaresa de Nordgau i va passar la resta dels seus dies en jocs i diversions al castell de Wolfstein a Landshut. Va rebre el malnom d'«Otó el mandrós».